# 麥詩敏
麥詩敏（英語：Gloria Mak Sze Man，1992年2月27日—），香港新聞工作者，曾是無綫新聞台首席主播，因李文欣過檔到有線新聞而接任為總主播。2023年10月下旬開始主持HOY TV煮食節目《健康寧飲食》。2024年開始主持《健康關注組》及港台電視《盤點政策》第三輯。2025年1月開始擔任廉政公署社區關係市民諮詢委員會委員。

## 背景
麥詩敏是名素食主義者，經常在Instagram限時動態分享食素的照片，下有一妹。父親是香港電台《警訊》前節目主持、第3期無綫藝員訓練班畢業生麥振江，家住西貢獨立屋；曾在德望學校就讀小一至中五，預科時選擇往英國私立寄宿學校 Talbot Heath School 升學。2011年回流香港後，她入讀香港科技大學工商管理系。2009年及2012年在父親介紹下（麥振江希望麥詩敏多作嘗試），曾多次客串《警訊》模擬片段的角色。2012及2014年間曾分別在香港迪士尼和Louis Vuitton當實習生，至2015年4月才在父親的鼓勵下，通過無綫電視的網上公開主播招募而加入無綫電視新聞部。她加入後任職互動新聞台（無綫新聞台前身）主播，同年6月19日報道「泰國廠中東呼吸綜合症」疫情時，期期艾艾地將病症讀成「中東呼吸中級綜合 呼吸中東 呼 中級呼吸 中東呼吸綜合症」（重複口誤）而受到網民高度關注，更被毛記電視以此為題，改編成《中東與綜》（原曲：Twins《風箏與風》），並由方健儀演唱。
2015年12月，麥詩敏亦開始主持《天氣報告》；2016年4月10日報道關於黃色暴雨警告下引發多宗懷疑電力故障的新聞時，互動新聞台畫面突然消失約10分鐘，恢復後便重申官方道歉聲明「因技術故障互動新聞節目略受影響，謹此致歉」，卻被觀眾察覺其雙眼通紅而再受到注視；同年6月起則擔任《星期日香港早晨》主播。2018年11月，她升任《香港早晨》主播之一，接替被調離副策劃主任黃曉瑩，並接替梁凱寧與專欄作家褚簡寧一同主持無綫新聞台資訊節目《睇新聞，講英文》。
2023年2月27日，麥詩敏31歲生日當天，她於《香港早晨》報導震驚全球的蔡天鳳碎屍案時眼泛淚光而再受到注視。
2023年6月1日，麥詩敏透過社交帳戶公佈離開效力8載的TVB新聞部。

## 個人生活
2023年5月21日，正和男友在英國般尼茅夫旅行的麥詩敏，於社交帳戶宣布接受男友求婚。2024年9月28日正式結婚。

## 出版作品
| 書名                 | 出版社       | 出版年月  | ISBN               |
| -------------------- | ------------ | --------- | ------------------ |
| 《新聞主播工作實錄》 | 好年華出版社 | 2024年6月 | ISBN 9789887054214 |

## 外部連結
- 麥詩敏的Facebook專頁
- 麥詩敏的Instagram帳戶